# 1781 en littérature
| Années de la littérature : 1778 - 1779 - 1780 - 1781 - 1782 - 1783 - 1784    |
| Décennies de la littérature : 1750 - 1760 - 1770 - 1780 - 1790 - 1800 - 1810 |

Cet article présente les faits marquants de l'année 1781 en littérature.

## Événements
- 11 juin : décret sur la censure de Joseph II dite « Loi de liberté de la presse », qui réorganise de la censure des livres en Autriche[1]. Le clergé se plaint de la publication d’écrits anticléricaux.
- 5 août : Antonín Strnad (en) achève l’inventaire du contenu du Clementinum de Prague, qui devient une bibliothèque nationale[2].

## Parutions
- 24 juillet : George Crabbe, The Library : A Poem, London, J. Dodsley, 1781 (présentation en ligne)[3].

- Emmanuel Kant, Critik der reinen Vernunft, Riga, Johann Friedrich Hartknoch, 1781 (présentation en ligne) (« Critique de la raison pure »).
- Louis-Sébastien Mercier, Tableau de Paris, Neuchâtel, Samuel Fauche, 1781 (présentation en ligne), publication des deux premiers volumes, sans nom d'auteur.
- Jean-Jacques Rousseau, Essai sur l'origine des langues, Genève, Pierre-Alexandre DuPeyrou, 1781 (présentation en ligne), publication posthume dans le volume 8 de la Collection complète des œuvres de J.J. Rousseau.
- Samuel Johnson, Lives of the Most Eminent English Poets (en), vol. 1, London (présentation en ligne) (« Vie des poètes anglais »), en quatre volumes.
- Benjamin Franklin, Fart Proudly : A Letter to a Royal Academy about farting, 1781 (présentation en ligne) (« L'Art de péter fièrement »).

### Fictions
- Nicolas Edme Restif de La Bretonne, La Découverte australe par un homme volant : ou Le Dédale français, Imprimé à Leïpsick et se trouve à Paris, [s.n.], 1781 (présentation en ligne), roman utopique.
- Bernardin de Saint-Pierre, L’Arcadie, Angers, Pavie, 1781 (présentation en ligne), poème en prose.

- Santa Rita Durão, Caramurú : Poema épico do descobrimento da Bahia, Lisboa, Régia Oficina Tipográfica, 1781 (présentation en ligne).

- Augustin Barruel, Les Helviennes : ou lettres provinciales philosophiques, Amsterdam et Paris, Laporte, 1781 (présentation en ligne), roman épistolaire qui combat toutes les théories philosophiques.
- Rudolf Erich Raspe, « M–h–s–nsche Geschichten », Vademecum für lustige Leute, August Mylius, vol. 3,‎ 1781 (présentation en ligne), première apparition du baron de Münchhausen dans la fiction.

## Décès
- 17 mars : Johannes Ewald, poète et dramaturge danois (° 18 novembre 1743).
- 11 septembre : Johann August Ernesti, théologien et philologiste allemand (° 4 août 1707).
- 2 novembre : José Francisco de Isla, jésuite espagnol.